# 骨骼动画

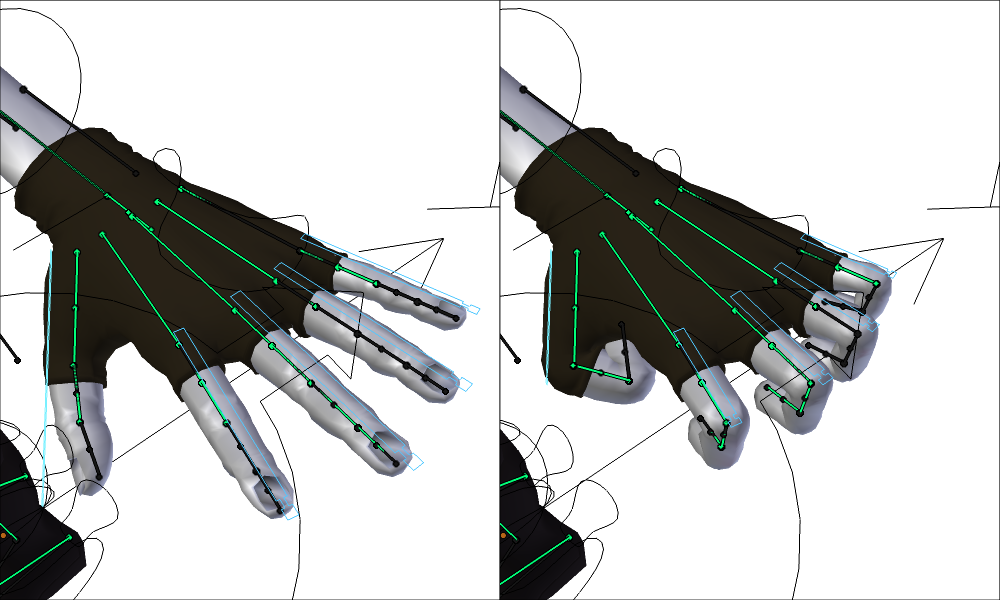
使用骨骼動畫模擬手指的運動。圖中的模型來自於開源3D動畫項目辛特尔

骨骼動畫（又稱骨架動畫，是一種計算機動畫技術，它將三维模型分為兩部份：用於繪製模型的蒙皮（Skin），以及用於控制動作的骨架。跟傳統逐格動畫相異，骨骼動畫利用建立好的骨架套用到一張或多張圖片，使之動作，比起一般一張一張繪出動作省了很多時間與精力，且能更生動的動作。

## 常見骨架軟體
- SPINE
- DragonBones
- Adobe Animator
- CrazyTalk Animator

## 常見功能
- 骨架操作
- 時間軸
- 曲線編輯器
- 自由變形
- 蒙皮
- 導入
- 發佈與輸出